# Slaviša Jokanović
Slaviša Jokanović (cyr. Славиша Јокановић; ur. 16 sierpnia 1968 w Nowym Sadzie) – serbski piłkarz i trener piłkarski, podczas kariery grał na pozycji pomocnika.

## Kariera klubowa
Jokanović piłkarską karierę rozpoczął w klubie FK Nowy Sad, w którym to grał w latach 1985–1988 w niższej lidze Jugosławii. W 1988 roku przeszedł do rywala zza miedzy, Vojvodiny, w barwach której zadebiutował w pierwszej lidze jugosłowiańskiej. Od razu wywalczył miejsce w podstawowej jedenastce zespołu, a pod koniec sezonu cieszył się ze zdobycia mistrzostwa Jugosławii. W sezonie 1989/1990 grał z Vojdvodiną w Pucharze Mistrzów, ale odpadł z nią w pierwszej rundzie po dwumeczu z węgierskim Kispestem Honvedem Budapeszt. Latem 1990 Jokanović przeszedł do Partizana. Był jednym z liderów drugiej linii. W 1992 roku wywalczył Puchar Jugosławii, a w 1993 roku mistrzostwo kraju.
W 1993 roku Jokanović wyjechał do hiszpańskiego klubu Real Oviedo, w którym między innymi spotkał dwóch Chorwatów Nikolę Jerkana oraz Janko Jankovicia, a następnie także Roberta Prosinečkiego. W latach 1994–1995 dwukrotnie zajął 9. miejsce w Primera División (debiut: 3 października 1993 Oviedo – Sevilla FC 0:2). Latem 1995 Slaviša przeszedł do CD Tenerife. Tam stał się jedną z gwiazd zespołu i na koniec sezonu 1995/1996 zajął z nim 5. miejsce, najwyższe w historii występów w Primera División. W sezonie 1996/1997 Jokanović zdobył aż 10 goli w lidze, niespodziewanie stając się najlepszym strzelcem zespołu. Wystąpił też w rozgrywkach Pucharu UEFA, a w La Liga zajął 10. pozycję. W Tenerife Serb grał jeszcze przez 2 kolejne sezony, ale w 1999 roku wyspiarski zespół zajął przedostatnią 19. pozycję w lidze i spadł do Segunda División.
Latem 1999 po degradacji Tenerife Jokanović przeszedł do Deportivo La Coruña. W drużynie Deportivo zadebiutował 29 sierpnia w zremisowanym 0:0 meczu z Realem Betis. W całym sezonie strzelił 2 gole w 23 rozegranych meczach i przyczynił się do wywalczenia przez klub z La Coruñi pierwszego w historii mistrzostwa Hiszpanii.
W październiku 2000 za 1,7 miliona funtów Jokanović został kupiony przez Chelsea, menedżerem której był wówczas Włoch Claudio Ranieri. W Premier League zadebiutował 21 października w wygranym 6:1 meczu z Coventry City. Miał jednak pewne problemy z wywalczeniem miejsca w składzie londyńskiego klubu i na z 19 rozegranych meczów 12 razy wchodził z ławki rezerwowych. Z Chelsea zajął 6. miejsce w lidze. Latem 2001 z klubu odeszli dwaj środkowi pomocnicy, Dennis Wise i Gustavo Poyet, ale paradoksalnie Jokanović znów nie był podstawowym zawodnikiem „The Blues”. Z Chelsea znów zajął 6. miejsce i doszedł do finału Pucharu Anglii. Po sezonie, w 2002 roku, Slaviša odszedł z Chelsea i przez rok pozostawał przez przynależności klubowej. W sezonie 2003/2004 na krótko trafił do Ciudad de Murcia, z którą grał w Segunda División i w 2004 roku ostatecznie zakończył piłkarską karierę.
| Sezon   | Klub                | Kraj       | Rozgrywki                  | Mecze | Bramki |
| ------- | ------------------- | ---------- | -------------------------- | ----- | ------ |
| 1988/89 | FK Vojvodina        | Jugosławia | Prva liga                  | 24    | 4      |
| 1989/90 | FK Vojvodina        | Jugosławia | Prva liga                  | 30    | 6      |
| 1990/91 | FK Partizan         | Jugosławia | Prva liga                  | 20    | 4      |
| 1991/92 | FK Partizan         | Jugosławia | Prva liga                  | 16    | 4      |
| 1992/93 | FK Partizan         | Jugosławia | Prva liga                  | 31    | 3      |
| 1993/94 | Real Oviedo         | Hiszpania  | Primera División           | 32    | 1      |
| 1994/95 | Real Oviedo         | Hiszpania  | Primera División           | 30    | 5      |
| 1995/96 | CD Tenerife         | Hiszpania  | Primera División           | 34    | 2      |
| 1996/97 | CD Tenerife         | Hiszpania  | Primera División           | 30    | 10     |
| 1997/98 | CD Tenerife         | Hiszpania  | Primera División           | 30    | 3      |
| 1998/99 | CD Tenerife         | Hiszpania  | Primera División           | 29    | 2      |
| 1999/00 | Deportivo La Coruña | Hiszpania  | Primera División           | 23    | 2      |
| 2000/01 | Chelsea             | Anglia     | Premier League             | 19    | 0      |
| 2001/02 | Chelsea             | Anglia     | Premier League             | 20    | 0      |
| 2003/04 | Ciudad de Murcia    | Hiszpania  | Segunda División           | 6     | 0      |
|         |                     |            | Łącznie w Prvej lidze      | 121   | 31     |
|         |                     |            | Łącznie w Primera División | 208   | 31     |
|         |                     |            | Łącznie w Premier League   | 39    | 0      |

## Kariera reprezentacyjna
W reprezentacji Jugosławii Jokanović zadebiutował 27 lutego 1991 w zremisowanym 1:1 meczu z Turcją. Swoją pierwszą poważną imprezę na arenie międzynarodowej zaliczył w 1998 roku, gdy został powołany do kadry na Mistrzostwa Świata we Francji. Na nich był podstawowym zawodnikiem reprezentacji i zagrał we wszystkich trzech grupowych meczach, a także w przegranym 1:2 spotkaniu 1/8 finału z Holandią.
W 2000 roku Jokanović znalazł się w drużynę na Euro 2000. Zagrał we wszystkich meczach w grupie C, ale w ostatnim z nich, z Hiszpanią (3:4) dostał czerwoną kartkę, która wyeliminowała go z gry w ćwierćfinale z Holandią, przegranym przez Jugosłowian 1:6.
Karierę reprezentacyjną Slaviša kończył w 2002 roku meczem z Ekwadorem. Ogółem przez 11 lat gry w kadrze, rozegrał w niej 64 mecze i strzelił 10 goli (pierwszego w 1996 roku w wygranym 8:1 meczu z Wyspami Owczymi).